# Звіробій стрункий
Звіробій стрункий, крівця струнка (Hypericum elegans) — вид рослин з родини звіробійні (Hypericaceae), поширений у середній, південно-східній і східній Європі та в Азії.

## Опис
Багаторічна рослина 20–80 см. Стеблові листки коротші, ніж відповідні міжвузля, на поверхні прозоро-точкові, на краю з чорними точковими залозками. Пелюстки яскраво-жовті, нерівнобокі, косо довгасто-яйцеподібні, 1–1.2 см завдовжки.

## Поширення
Поширений у середній, південно-східній і східній Європі, Туреччині, Грузії, Азербайджані, Сибіру.
В Україні вид зростає на степових схилах, кам'янистих відслоненнях — у Поліссі, рідко; в Лісостепу і Степу, спорадично; в Криму, рідко; на Керченському півострові й у передгір'ях.

## Використання
Кормова, вітамінна, лікарська (народна) рослина.

## Загрози
Проживання цього виду зазнало втрат та деградації. Здійснено перетворення луків на ріллі та евтрофікацію ґрунтів із застосуванням гною та добрив, а також міське посягання. Розвиток туристів також є загрозою для його піщаних прибережних місць існування, таких як на Кримському півострові. В Україні до 88% степу було перетворено у сільськогосподарське використання, що спричинило втрату степового середовища існування.

## Охорона
Вид має статус EN у Німеччині й Польщі, CR — у Словаччині, NT — в Угорщині. Популяції в Польщі захищені законодавством. Вид зберігається у 18 ботанічних садах по всьому світу. Насіння зберігають у Королівському ботанічному саду, Кью, Лондон.